# Tough Assignment
Tough Assignment è un film del 1949 diretto da William Beaudine.
È un drammatico a sfondo poliziesco statunitense ambientato a Los Angeles con Don 'Red' Barry, Marjorie Steele, Steve Brodie e Marc Lawrence.

## Produzione
Il film, diretto da William Beaudine su una sceneggiatura di Miltan Luban, fu prodotto da Carl K. Hittleman per la Donald Barry Productions e girato nei Sutherland Studios nell'agosto del 1949.

## Distribuzione
Il film fu distribuito negli Stati Uniti dal 15 novembre 1949 al cinema dalla Screen Guild Productions.
Altre distribuzioni:
- in Germania Ovest nell'agosto del 1952 (Cowboy-Gangster)
- in Austria nell'agosto del 1953 (Cowboy-Gangster)

## Promozione
La tagline è: An Action-Packed Expose of Cattle Rustling Today.